# Ponts sur Seulles
Ponts sur Seulles est, depuis le 1er janvier 2017, une commune nouvelle française située dans le département du Calvados en région Normandie, peuplée de 1 211 habitants.

## Géographie

### Hydrographie
La commune est située dans le bassin Seine-Normandie. Elle est drainée par la Seulles, la Thue, la Grondedes bras de la Seulles et divers autres petits cours d'eau,.
La Seulles, d'une longueur de 72 km, prend sa source dans la commune de Dialan sur Chaîne et se jette  dans la baie de Seine à Courseulles-sur-Mer, après avoir traversé 31 communes. Les caractéristiques hydrologiques de la Seulles sont données par la station hydrologique située sur la commune. Le débit moyen mensuel est de 2,54 m3/s. Le débit moyen journalier maximum est de 38 m3/s, atteint lors de la crue du 25 janvier 1995. Le débit instantané maximal est quant à lui de 40 m3/s, atteint le 26 décembre 1999.
La Thue, d'une longueur de 12 km, prend sa source dans la commune de Thue et Mue et se jette  dans la Seulles sur la commune, après avoir traversé six communes. 

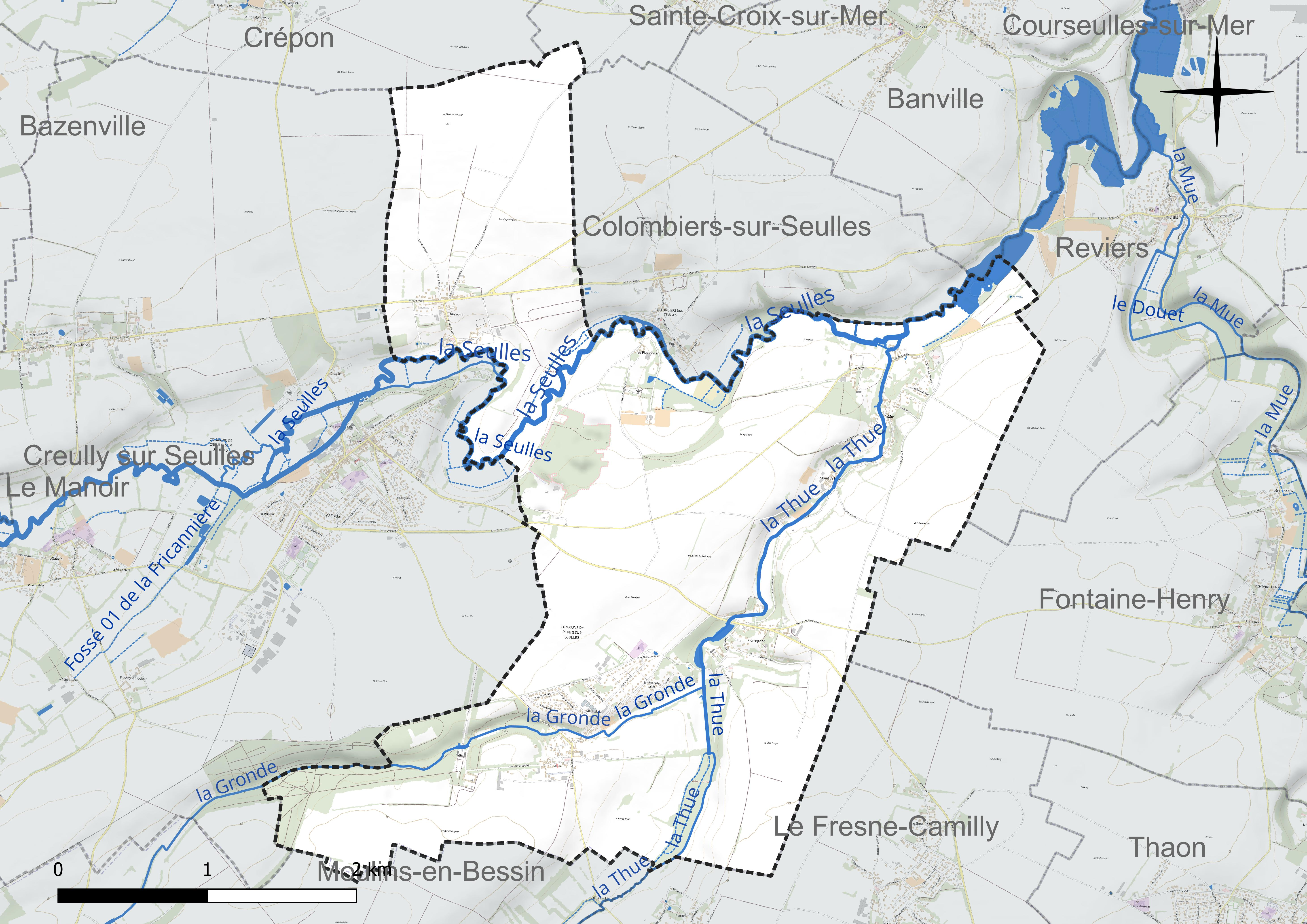
Réseau hydrographique de Ponts sur Seulles.

### Climat
Pour des articles plus généraux, voir Climat de la Normandie et Climat du Calvados.
En 2010, le climat de la commune est de type climat océanique altéré, selon une étude du CNRS s'appuyant sur une série de données couvrant la période 1971-2000. En 2020, Météo-France publie une typologie des climats de la France métropolitaine dans laquelle la commune est exposée à un climat océanique et est dans la région climatique Normandie (Cotentin, Orne), caractérisée par une pluviométrie relativement élevée (850 mm/a) et un été frais (15,5 °C) et venté. Parallèlement le GIEC normand, un groupe régional d'experts sur le climat, différencie quant à lui, dans une étude de 2020, trois grands types de climats pour la région Normandie, nuancés à une échelle plus fine par les facteurs géographiques locaux. La commune est, selon ce zonage, exposée à un « climat des plateaux abrités », correspondant à la plaine agricole de Caen à Falaise, sous le vent des collines de Normandie et proche de la mer, se caractérisant par une pluviométrie et des contraintes thermiques modérées.
Pour la période 1971-2000, la température annuelle moyenne est de 10,8 °C, avec  une amplitude thermique annuelle de 11,7 °C. Le cumul annuel moyen de précipitations est de 706 mm, avec 12,2 jours de précipitations en janvier et 7,5 jours en juillet. Pour la période 1991-2020, la température moyenne annuelle observée sur la station météorologique la plus proche, située sur la commune de Bernières-sur-Mer à 10 km à vol d'oiseau, est de 11,7 °C et le cumul annuel moyen de précipitations est de 695,0 mm,. Pour l'avenir, les paramètres climatiques de la commune estimés pour 2050 selon différents scénarios d'émission de gaz à effet de serre sont consultables sur un site dédié publié par Météo-France en novembre 2022.

## Urbanisme

### Typologie
Au 1er janvier 2024, Ponts sur Seulles est catégorisée commune rurale à habitat dispersé, selon la nouvelle grille communale de densité à 7 niveaux définie par l'Insee en 2022.
Elle est située hors unité urbaine. Par ailleurs la commune fait partie de l'aire d'attraction de Caen, dont elle est une commune de la couronne,. Cette aire, qui regroupe 296 communes, est catégorisée dans les aires de 200 000 à moins de 700 000 habitants,.

## Toponymie
La Seulles est un fleuve côtier de Normandie, dans le département du Calvados, qui se jette dans la Manche à Courseulles-sur-Mer.

## Histoire
La commune nouvelle regroupe les communes d'Amblie, de Lantheuil et de Tierceville, qui deviennent des communes déléguées, le 1er janvier 2017. Son chef-lieu se situe à Lantheuil. Les communes déléguées sont supprimées à la fin de la première mandature.

## Politique et administration
| Nom               | Code Insee | Intercommunalité | Superficie (km2) | Population (dernière pop. légale) | Densité (hab./km2) |
| ----------------- | ---------- | ---------------- | ---------------- | --------------------------------- | ------------------ |
| Lantheuil (siège) | 14355      | CC d'ORIVAL      | 4,42             | 747 (2018)                        | 169                |
| Amblie            | 14008      | CC d'ORIVAL      | 5,82             | 274 (2018)                        | 47                 |
| Tierceville       | 14690      | CC d'ORIVAL      | 2,62             | 157 (2018)                        | 60                 |

### Liste des maires

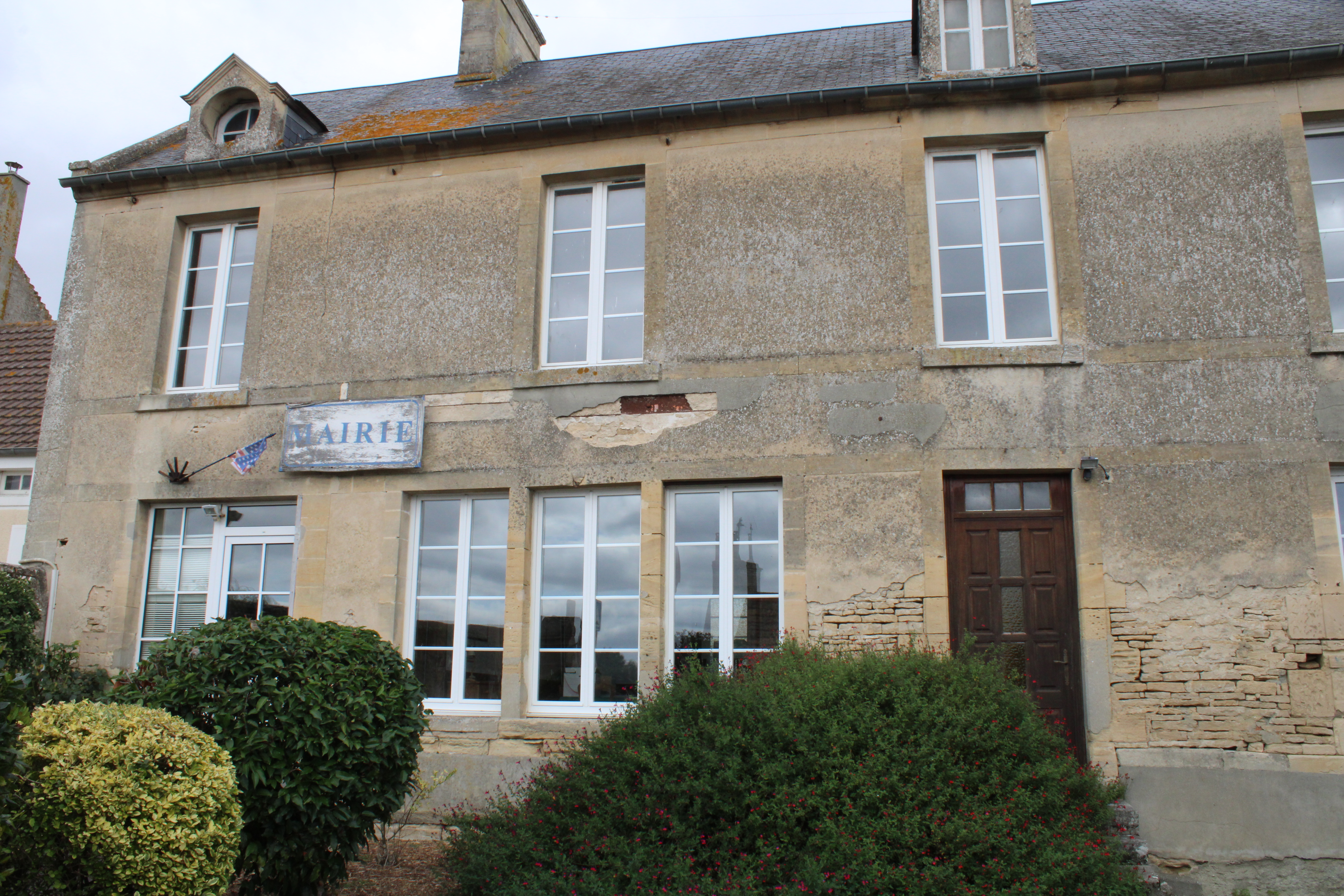
La mairie.

| Période        | Période  | Identité   | Étiquette | Qualité                                      |
| -------------- | -------- | ---------- | --------- | -------------------------------------------- |
| 5 janvier 2017 | En cours | Gérard Leu |           | Inspecteur de l'Éducation nationale retraité |

## Population et société

### Démographie
L'évolution du nombre d'habitants est connue à travers les recensements de la population effectués dans la commune depuis sa création.
En 2022, la commune comptait 1 211 habitants, en évolution de +4,31 % par rapport à 2016 (Calvados : +1,58 %, France hors Mayotte : +2,11 %).
| 2015  | 2016  | 2017  | 2018  | 2022  |
| ----- | ----- | ----- | ----- | ----- |
| 1 152 | 1 161 | 1 169 | 1 178 | 1 211 |

## Culture locale et patrimoine
- Église Saint-Pierre d'Amblie.
- Église de la Sainte-Trinité de Pierrepont.
- Église Saint-Martin de Tierceville.

### Cartes postales anciennes

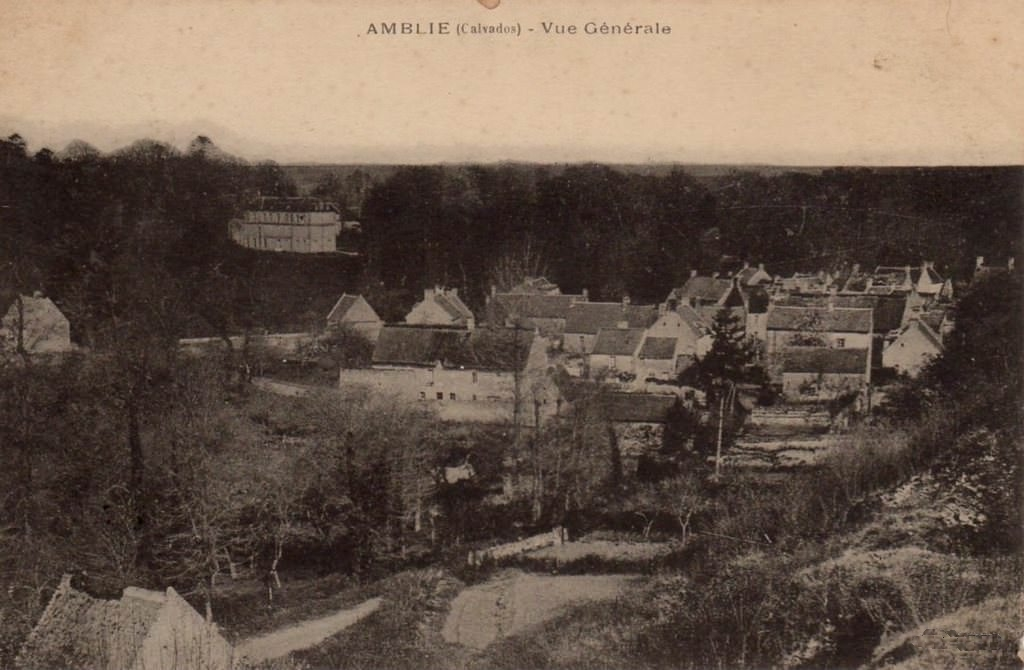
Vue générale d'Amblie.
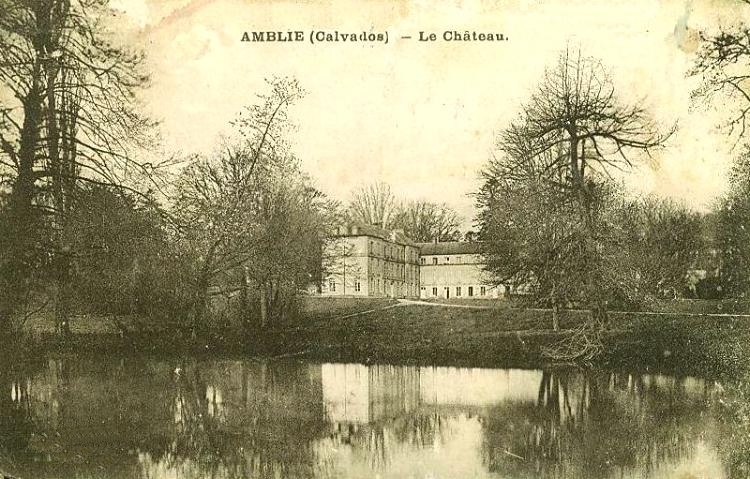
Le château d'Amblie.
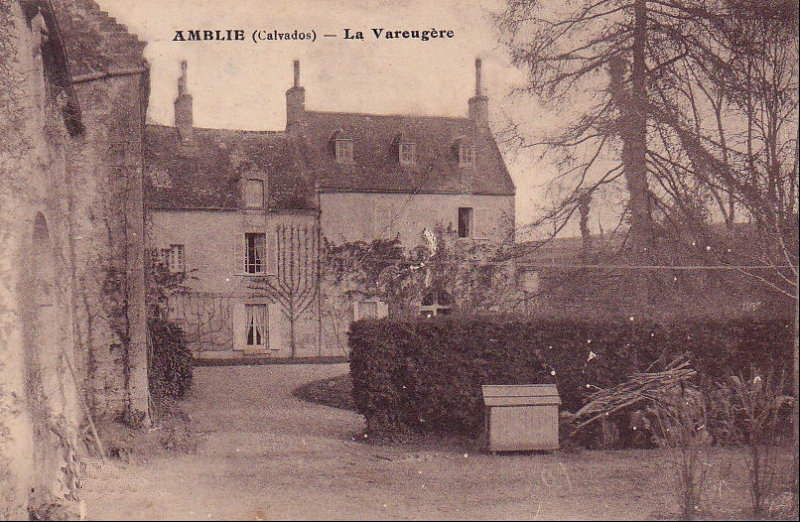
Le manoir de la Vareugères à Amblie.
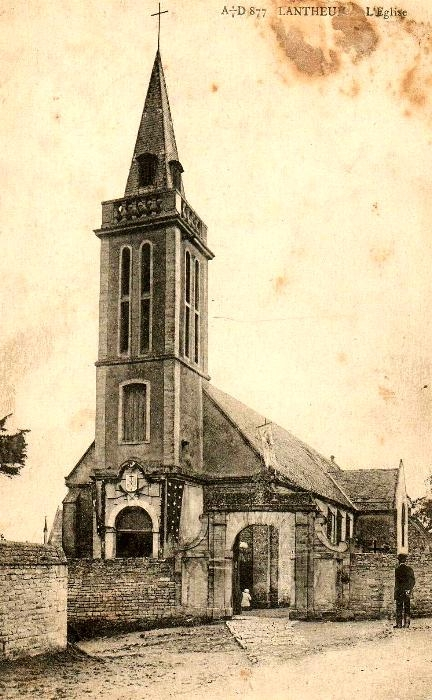
L'église Saint-Sylvestre de Lantheuil.
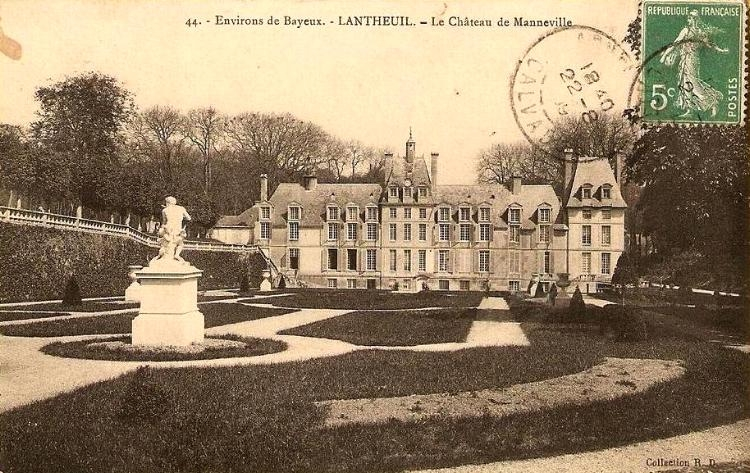
Le château de Manneville à Lantheuil.
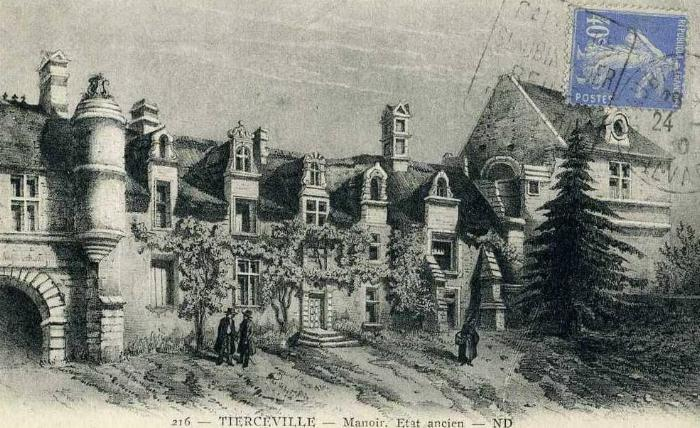
Le manoir de Tierceville au XIXe siècle.